# Oblężenie Malborka (1457–1460)
Oblężenie Malborka – oblężenie, które miało miejsce w latach 1457–1460 w trakcie wojny trzynastoletniej.
Wiosną 1457 nieopłacane przez zakon krzyżacki wojska najemne strzegące zamków rozpoczęły pertraktacje z królem polskim Kazimierzem Jagiellończykiem dotyczące sprzedaży kilku miast oraz twierdz Polakom. Za uzbieraną kwotę 190 000 złotych węgierskich odkupiono w czerwcu Malbork, Tczew oraz Iławę. 8 czerwca 1457 wojska polskie wkroczyły do twierdzy malborskiej. Stolica państwa krzyżackiego została przeniesiona do Królewca.
W sierpniu 1457 doszło do nowej ofensywy zakonu z zamiarem odbicia utraconych zamków. Pierzchły nadzieje polskie o szybkim zakończeniu konfliktu. Siły krzyżackie udały się w stronę Prus Dolnych. W tym samym czasie, gdy siły pod dowództwem Henryka von Plauena rozbiły pospolite ruszenie pod Sępopolem, główna armia pod dowództwem Bernarda Szumborskiego skierowała się ku Malborkowi. 28 września mieszczanie podstępnie oddali zakonnikom miasto. Zamek broniony przez Oldrzycha Czerwonkę został otoczony przez siły krzyżackie.
W październiku część oddziałów Szumborskiego pustoszyła ziemie polskie zdobywając Chełmno oraz Starogród. Jesienią 1457 kilkutysięczne pospolite ruszenie z Wielkopolski dotarło pod Malbork utrudniając dostawy żywności dla Krzyżaków. Nie zdołali jednak powstrzymać powracających ze znacznymi zapasami żywności sił Szumborskiego. Okres zimowy to dalsze nieskuteczne obleganie Malborka. Dowództwo nad obroną Malborka król przekazał Ściborowi z Ponieca.
Wiosną 1458 król Polski uzyskał zgodę sejmu na wyprawienie pospolitego ruszenia na odsiecz Malborkowi. Armia zebrała się w czerwcu na Kujawach. Polacy dotarli pod mury miasta 10 sierpnia. Jednak brak prędkości i prężności w działaniu sił polskich oraz zbyt mała liczba armat użytych przy obleganiu miasta nie pozwoliły Polakom na przełamanie. Wykorzystując brak załogi 16 sierpnia Krzyżacy zdobyli Nowe. Z powodu niepowodzenia pospolite ruszenie zaczęło od września udawać się do domów. W październiku doszło do podpisania dziewięciomiesięcznego rozejmu z Krzyżakami.
Kiedy wygasł rozejm, w lipcu 1459 Polacy ponownie rozpoczęli oblężenie zamku. Głównodowodzącymi obroną zostali Jan Kościelecki i Prandota Lubieszowski. Król nie był w stanie wystawić znacznej armii z powodu toczonych sporów z możnymi. W listopadzie podpisano dwumiesięczne zawieszenie broni. Rozpoczęły się negocjacje przy współpracy z zagranicznymi władcami.

Negocjacje po raz kolejny nie doprowadziły do pokoju, wzmocniły wręcz pozycję zakonu na arenie międzynarodowej. Zakon zdobył poparcie Jerzego z Podiebradów obawiającego się pretensji Kazimierza do tronu czeskiego po swojej żonie Elżbiecie Habsburskiej. 21 marca 1460 Polacy ponownie rozpoczęli oblężenie Malborka. Odcięto miasto od dostaw żywności, blokowano ruch na Nogacie. 5 sierpnia 1460 miasto poddało się siłom polskim. Na śmierć skazano burmistrza miasta wspierającego Krzyżaków, głównego sprawcę zdrady i oddania zakonowi miasta. Po 34 miesiącach Malbork ponownie był całkowicie w rękach polskich.

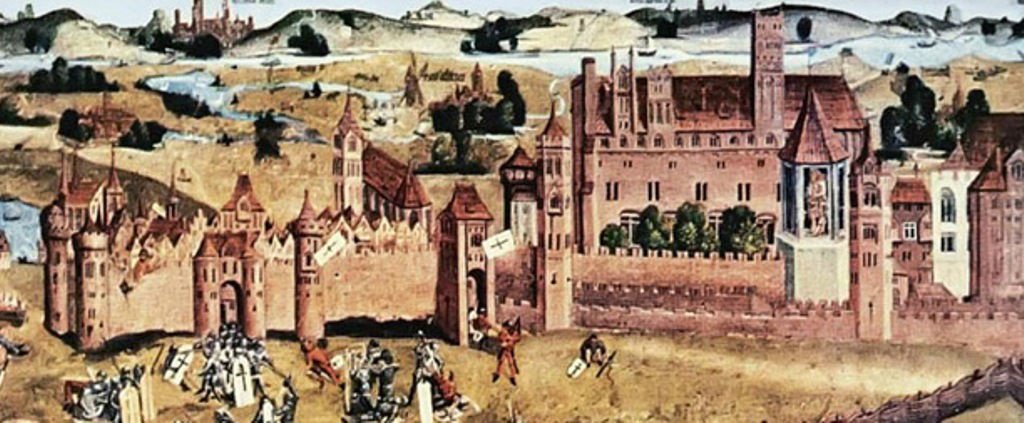
Widok miasta (po lewej) i zamku (po prawej)